# Pierre-François Guyot Desfontaines
Pour les articles homonymes, voir Guyot et Desfontaines.
Pierre-François Guyot Desfontaines, né le 29 juin 1685 à Rouen et mort le 16 décembre 1745 à Paris, est un journaliste, critique, traducteur et philologue français.
Initialement retenu pour ses querelles avec Voltaire, l’abbé Desfontaines a ensuite été considéré comme le fondateur de la nouvelle critique littéraire et du journalisme en France, dans la mesure où il a cherché à faire la critique esthétique et morale des ouvrages au lieu de se borner à les résumer ou à en reproduire de longs extraits.

## Biographie
Élève des Jésuites, l’abbé Desfontaines entra dans leur ordre et enseigna la rhétorique à Bourges. Au bout de quinze ans, s’ennuyant de cette dépendance, il les quitte en 1717, pour entrer chez le nonce du pape le cardinal Bentivoglio, en qualité de secrétaire français. Au retour en Italie de ce dernier, qui avait mécontenté le régent par son opposition au jansénisme, il réside quelque temps rue Neuve-Saint-Denis chez M. de Chalais.
Le cardinal de La Tour d'Auvergne, qui aimait les gens de lettres, le garde quelque temps chez lui, en qualité de bibliothécaire. L’obligation de dire la messe et de lire tous les jours son bréviaire parut à Desfontaines une nouvelle dépendance aussi lourde que la première. Bientôt son amour pour la liberté et un goût très vif pour les lettres l’empêchèrent de remplir ses devoirs de pasteur. Alors il se démit de son bénéfice, pour se consacrer exclusivement aux lettres, ne voulant pas en toucher les revenus, sans le desservir.
Son début dans la carrière des lettres est modeste. Alors qu’il était de coutume de se signaler dans le Parnasse par une tragédie et souvent même par un poème épique, Desfontaines rédige une simple ode Sur le mauvais usage qu’on fait de sa vie. De 1724 à 1727, il collabore au Journal des sçavans où il s’efforce d’introduire de l’agrément dans le style de ses articles, en évitant la sécheresse et le pédantisme:126. Il publie ensuite, avec divers collaborateurs tels qu’Élie Fréron, Granet, l’abbé Destrées, La Chenaye-Aubert, des recueils périodiques de critique : Le Nouvelliste du Parnasse (1731-1734, 5 vol.), Observations sur les écrits modernes (1735 et suiv., 34 vol. in-12).
Comme philologue, il a donné, en 1726, un Dictionnaire néologique à l’usage des beaux-esprits avec l’éloge de Pantalon-Phaebus, aux entrées accompagnées de citations brocardant le style de leurs auteurs, notamment Marivaux, Fontenelle ou La Motte, dont les néologismes et le jargon sont fustigés.
Comme traducteur, il a traduit, en 1727, les Voyages de Gulliver de Jonathan Swift. En 1743, sous le pseudonyme d’« une Dame Angloise », il donne Joseph Andrews de Fielding. En 1724, il traduit le Rapt de la boucle d’Alexander Pope et pour le latin, les deux premiers livres des Odes d’Horace, les écrits de Virgile en général et l’Énéide en particulier.
Comme critique, Desfontaines a notamment attaqué les œuvres dramatiques de Voltaire, qui l’avait pourtant aidé à le faire libérer lorsque l’abbé, accusé de sodomie sur mineurs des deux sexes, avait séjourné quelque temps en prison en 1724, et avait également usé de son influence pour l’aider à revenir à Paris où il avait été un temps interdit de séjour. Voltaire répliqua par un pamphlet intitulé Le Préservatif, ou critique des Observations sur les écrits modernes (1738). Desfontaines répondit anonymement, la même année, par un libelle intitulé La Voltairomanie, qui compilait toutes les anecdotes scandaleuses qui couraient alors contre Voltaire. Ce dernier intenta une action en diffamation qu’il n’abandonna qu’après que Desfontaines eut désavoué l’ouvrage dans la Gazette d'Amsterdam du 4 avril 1739.
La guerre avec le patriarche de Ferney s’est poursuivie pendant plusieurs années, si bien que jusqu’à l’époque moderne, le souvenir de Desfontaines n’a longtemps été entretenu que par les épigrammes de Voltaire et celles de Piron, pour une fois d’accord avec Voltaire, qui promit à l’abbé de lui envoyer une épigramme pendant cinquante jours de suite, tous les matins, pour son déjeuner et lui tint parole. Desfontaines étant tombé malade au bout de quinze jours et de quinze épigrammes, Piron se contenta de faire tous les matins son épigramme, mais sans l’envoyer. Desfontaines étant mort au vingt-cinquième jour, Piron s’arrêta au nombre de vingt-cinq.
Il a succombé aux suites d’une fluxion de poitrine qui avait dégénéré en hydropisie.

## Jugements
« Il semble que la Providence, en le faisant naître en Normandie, dans le pays de la chicane, et d’un père conseiller au Parlement, l’ait destiné à devenir quelque jour un suppôt de Thémis, ou, au pis-aller, un membre de la corporation hargneuse des procureurs. Néanmoins, elle permit qu’il embrassât la profession de critique, apparemment parce que cette profession s’éloignait le moins des deux autres, et que le besoin de chamailler trouve aussi bien à se satisfaire au moyen de la plume dans les feuilles d’un journal, qu’au moyen de la parole sous les voûtes d’une chambre de justice. »

— Désiré Nisard

« Desfontaines, emporté quelquefois par la partialité, est un homme courageux, d’un goût sûr, formé à l’étude des Anciens et des grands auteurs du siècle précédent, mais ouvert aux littératures étrangères et, de plus, excellent journaliste, maniant avec virtuosité cette ironie assassine qui fait enrager les auteurs mais assure le succès auprès du public. »

— Jacqueline Biard-Millérioux

## Œuvres
- Apologie du caractère des Anglois et des François, 1725.
- Dictionnaire neologique a l’usage des beaux esprits du siècle : avec l’Eloge historique de Pantalon-Phoebus. Par un avocat de province, Paris, Philippe-Nicolas Lottin, 1726, xviii-143, in-12 (OCLC 763385639, lire en ligne sur Gallica).
- Lettre d’un rat calotin, a Citron Barbet, au sujet de l’Histoire des chats : Relation de ce qui s’est passé au sujet de l’illustre Mathanasius à l’Académie françoise, Ratopolis [Paris], Maturin Lunard, imprimeur & libraire du Regiment de la Calotte, 1727. avec approbation, & privilege de l’etat major du régiment, 30 p., in-12 (OCLC 763559655, lire en ligne sur Gallica).
- Entretiens sur les Voyages de Cyrus, Nancy, 1728, 127 p., in-8º (OCLC 1193965584, lire en ligne sur Gallica).
- Nouvelle Histoire de France par demandes et par réponses, 1730.
- Le Nouveau Gulliver : ou Voyage de Jean Gulliver, fils du capitaine Gulliver, t. 1, Paris, Vve Clouzier & F. Le Breton, 1730, 262 p. (lire en ligne sur Gallica) ; t. 2 sur Gallica.
- Nouvelle Histoire de France, 1730.
- Observations sur les écrits modernes, Paris, Chaubert, 1735, 34 vol. 17 cm (OCLC 682454773, lire en ligne).
- La Voltairomanie : ou Lettre d’un jeune avocat, en forme de mémoire. En réponse au libelle du sieur de Voltaire, intitulé : Le préservatif, &c, [s.l.], [s.n.], 1738, 48 p., in-12 (OCLC 82902194, lire en ligne sur Gallica).
- Histoire des Ducs de Bretagne et des Différentes Révolutions arrivées dans cette province, Paris, Rollin, avec approbation et privilège du Roy, 1739.
- Racine vengé : ou examen des remarques de l’abbé d’Olivet sur les œuvres de Racine, Avignon, 1739, 152 p. (OCLC 1045611723, lire en ligne sur Gallica).
- Traduction en prose des poèmes de Virgile, 1743.
- Lettre d’un comédien françois, au sujet de l’Histoire du théâtre italien : écrite par M. Riccoboni, dit Lelio... / [par l’abbé P.-F. Guyot Desfontaines], Paris, Vve Noël Pissot ; Alexis Mesnier, 1728, 72 p., in-12 (OCLC 4508735, lire en ligne sur Gallica).

### Traductions
- Jonathan Swift, Voyages de Gulliver, Paris, Guérin, 1727.
- Alexander Pope, Essai sur la vie et les écrits d'Homère, Paris, 1728.
- Henry Fielding, Joseph Andrews, Paris, 1743.